# Oblada melanurus
L'occhiata (Oblada melanurus Linnaeus, 1758) è un pesce osseo marino appartenente alla famiglia degli Sparidi. È l'unica specie del genere Oblada.

## Distribuzione e habitat
È diffusa nelle acque costiere del mar Mediterraneo e dell'oceano Atlantico orientale, dal golfo di Biscaglia fino alle coste dell'Angola. Popola anche le coste di Madera, Capo Verde e delle Canarie. Nel Mediterraneo e nei mari italiani è molto comune; è presente in numero minore nel mar Adriatico rispetto agli altri bacini.
Vive nei pressi di coste rocciose e di praterie di Posidonia; si tratta di una specie demersale che si tiene sempre in acque libere, anche superficiali. Non si spinge mai molto al largo, a meno che non vi sia qualche brusca risalita che giunge quasi alla superficie. È un pesce strettamente costiero che non scende sotto i 20 metri di fondale e comunemente si incontra tra la superficie e i 10 metri.

## Descrizione
L'occhiata ha corpo ovale-ellittico, compresso lateralmente, con profili dorsale e ventrale ugualmente convessi. Gli occhi sono grandi e di forma rotonda; la bocca è piccola, con mandibola leggermente sporgente, rivolta all'insù e armata di piccoli denti acuti. La pinna dorsale è unica, con 11 raggi spiniformi e 13-14 raggi molli; questa pinna è depressibile in un solco sul dorso e la porzione a raggi molli è più bassa della parte spinosa. La pinna anale ha 3 raggi spinosi e 12-13 raggi molli. Le pinne pettorali sono lunghe e appuntite, le pinne ventrali sono lunghe circa la metà. La pinna caudale è profondamente biloba, con lobi appuntiti. 
La livrea è grigio-azzurra sul dorso e argentata sui fianchi, che sono percorsi da numerose linee scure longitudinali e sui quali spicca la linea laterale scura. Sul peduncolo caudale è ben visibile una macchia nera bordata di bianco che non raggiunge il bordo inferiore del peduncolo.
La taglia massima nota è di 36,6 cm, ma normalmente si aggira sui 20 cm. Pare possa eccezionalmente raggiungere 1 kg di peso.

## Biologia

### Comportamento
È una specie gregaria e forma banchi.

### Alimentazione
Si nutre soprattutto di piccoli pesci e di invertebrati sia planctonici che bentonici, in prevalenza crostacei. Consuma anche piccole quantità di alghe.

### Riproduzione
Si riproduce in primavera e in estate. I giovanili sono pelagici e si insediano presso le coste nei mesi estivi, quando misurano 8-9 mm. Mostrano la caratteristica macchia nera bordata di bianco già alla lunghezza di 10 mm. La maggioranza degli individui non è soggetta a cambiamento di sesso; alcuni esemplari alla nascita sono però ermafroditi e con la crescita divengono maschi.

### Predatori
Alcuni predatori noti sono il pesce flauto lessepsiano e altri membri della sua famiglia.

## Pesca
I pescatori di professione la catturano soprattutto con le reti da posta, i palamiti e le nasse. I pescatori sportivi la catturano a traina, di solito con esche artificiali, o dalla riva con esche naturali come pane, bigattini o vari impasti di pane e formaggio. La carne è buona.

## Conservazione
La IUCN classifica questa specie come "a rischio minimo", poiché in gran parte del suo esteso areale le popolazioni sono molto abbondanti e non mostrano alcun indizio di declino. Tuttavia, nel Mediterraneo orientale si sono avute diminuzioni delle popolazioni fino, localmente, al 50% a causa dell'insediamento della specie lessepsiana Pempheris vanicolensis, che occupa una simile nicchia ecologica. In parti dell'areale la specie è soggetta a intensa pesca, ma non pare esservi sovrapesca: laddove non si è insediato P. vanicolensis non paiono essersi verificati decrementi della specie.